# Nothura boraquira
El tinamú ventriblanco o inambú ventriblanco (Nothura boraquira) es una especie de ave tinamiforme de la familia Tinamidae que vive en Sudamérica.

## Taxonomía
Nothura boraquira es una especie monotípica, es decir que no está diferenciada en subespecies. Todos los tinamiformes se engloban de la familia Tinamidae, y en el esquema mayor también son ratites. A diferencia de las ratites los tinamúes pueden volar, aunque no suelen ser buenos voladores. Todas las ratites han evolucionado de aves voladoras prehistóricas y los tinamúes son los que más se parecen a estos ancestros.

## Descripción

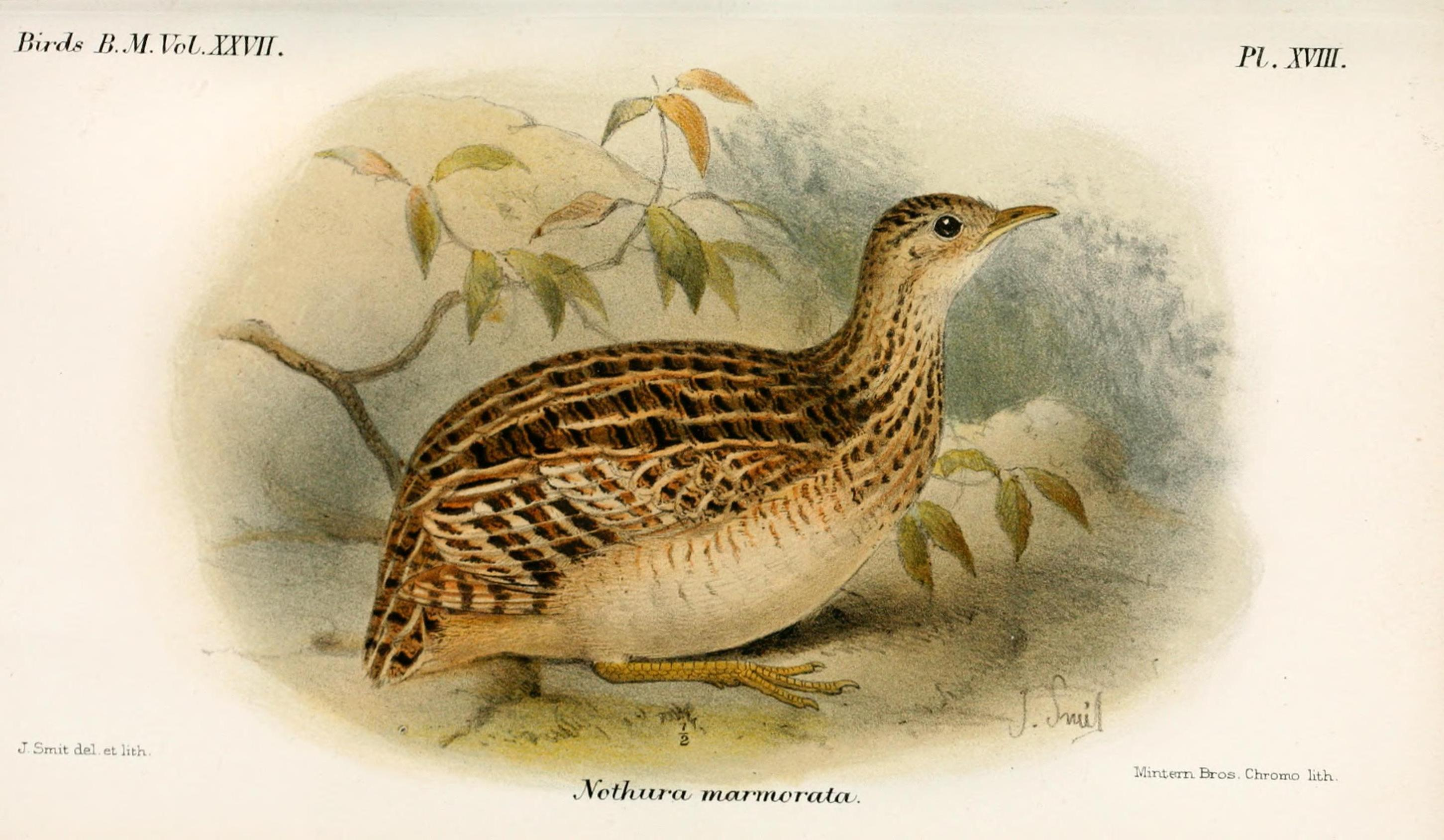
Ilustración de Joseph Smit, 1895.

El tinamú ventriblanco tiene aproximadamente 27 cm (11 pulgadas) de longitud. Sus partes superiores son de color marrón claro y manchas negras con rayas blancas. Su garganta es de color blanco, su parte anterior del cuello es beige con rayas negras, su pecho es beige y su vientre es blanco. Su corona es de color marrón oscuro y los lados de su cabeza son de color ante. Las patas son de color amarillo brillante y las redes internas de las primarias son de un oscuro uniforme, a diferencia del estrechamente relacionado Nothura maculosa.

## Comportamiento
Como otros miembros de su familia el tinamú vientriblanco se alimenta principalmente de frutos que recolecta de la tierra o arbustos de baja altitud. También se alimentan de pequeñas cantidades de invertebrados, brotes las flores, hojas tiernas, semillas y raíces. El macho incuba los huevos que pueden provenir de hasta cuatro hembras diferentes, y los cuida hasta que están listos para valerse por sí mismos, normalmente entre 2-3 semanas. El nido se encuentra en el suelo en arbustos densos o entre contrafuertes elevados de raíces.

## Distribución y hábitat
Se encuentra en el noreste de Bolivia, oeste de Paraguay y el noreste y centro de Brasil.
El tinamú ventriblanco prefiere las regiones secas de matorral de hasta 500 m de altitud. También se puede encontrar en pastizales secos, sabanas, caatinga.

## Conservación
La UICN clasifica esta especie como de Preocupación menor, con un rango de reproducción de 1.400.000 km².